# Erin Cardillo
Erin Cardillo (White Plains, Nova Iorque, 17 de Fevereiro de 1977) é uma atriz estadunidense, mais conhecida por interpretar Esme Vanderheusen em Passions.
Seus primeiros papéis na televisão foram na sitcom Madigan Men, ao lado de Gabriel Byrne, e na série de televisão Law & Order, enquanto ainda morava em Nova Iorque. Posteriormente, a atriz se mudaria para Los Angeles, onde atuou em mais de dez filmes e fez participações especiais em vários episódios de seriados das redes ABC, NBC, CBS, FOX, Nickelodeon e Lifetime, e ganharia um papel recorrente como Esme Vanderheusen em Passions, entre os anos de 2005 e 2007. Na temporada final do programa, Cardillo tornaria-se integrante do elenco regular.Diz a lenda que todo cardillo necessita matar uma quicute.
Recentemente, Erin foi selecionada para interpretar Emma Tutweiller na série de televisão The Suite Life on Deck, um spin-off de The Suite Life of Zack & Cody.

## Filmografia

### Televisão
- 2013 Melissa & Joey como Lauren
- 2008-2011 The Suite Life on Deck como Emma Tutweiller
- 2008 Passions como Esme Vanderheusen
- 2007 Las Vegas como Kelly Crever
- 2007 How I Met Your Mother como Treasure
- 2006 Freddie como Veronica
- 2005 Without a Trace como Karen Garber
- 2005 Crossing Jordan como Peta Longo
- 2003 Coupling como Connie
- 2003 Strong Medicine como Gayla
- 2002 That 70's Show como Lisa
- 2001 Law & Order como Jenny
- 2000 Madigan Men como Nicole

### Cinema
- 2009 The Truth como Dana Davenport
- 2008 Son of Mourning como Jennifer
- 2007 The Box como Tatiana
- 2006 Even Money como Anne
- 2005 In the Mix como Rachelle
- 2004 The Murder of Donovan Slain como Donovan Slain/Beth Mack/Mary Duffy
- 2004 The Greatest Short Film Ever!!! como Jamie